# David Zepeda
David Anastasio Zepeda Quintero (ur. 19 września 1974 w Nogales) – meksykański aktor teatralny, telewizyjny i filmowy, model, najbardziej znany jest z udziału w licznych telenowelach.

## Życiorys

### Wczesne lata
Urodził się w Nogales w stanie Sonora jako najmłodszy z czterech braci. Studiował prawo na Universidad de Sonora.

### Kariera
Zaczął swoją karierę w meksykańskich telenowelach TV Azteca. Jako model reprezentował Meksyk w wyborach mistera na Manhunt International 2000, które odbyło się w Singapurze w dniu 29 września 2000, będąc na drugim miejscu.
Gościnnie zagrał członka drużyny koszykarskiej w horrorze Victora Salvy Smakosz 2 (Jeepers Creepers II, 2003). W melodramacie Desnudos (2004) wystąpił nago w scenie seksu grupowego.
Odniósł sukces jako Maximiliano Irazábal, nieszczęśliwie zakochany zamożny mężczyzna, w telenoweli Univision Osaczona (Acorralada, 2007).
Zagrał na scenie Teatro Riviera w Miami na Florydzie w komedii o spotkaniach i nieporozumieniach między dwoma parami generacji X prezentowanej w języku hiszpańskim, Cztery XXXX (Cuatro XXXX, premiera: 1 lutego 2008).
W latach 2000–2009 występował jak Paco w serialu Tak jak w kinie (Como en el cine); z roli zrezygnował z powodu zaproponowanej mu nowej oferty występu w serialu Cameleon.
Na przestrzeni lat 2009-2016 zagrał w Zaklęta miłość (2009), Kobieta ze stali (2010), Miłość i przeznaczenie (2011), Otchłań namiętności (2012), Mentir Para Vivir (2013), Hasta en fin del Mundo (2014) i Trzy razy Ana (2016). 
W La doble vida de Estella Carrillo (2017) zagrał Ryana Cabrerę, przedsiębiorcę oskarżonego o morderstwo. 12 lutego 2018 rozpoczęła się emisja Por amar sin ley, gdzie wystąpił w roli uczciwego prawnika Ricardo Bustamante.
W 2019 roku dołączył do obsady 2. sezonu telenoweli Telemundo "La Doña". 

### Życie prywatne
Rezyduje w rodzinnym Meksyku.
W 2015 do sieci przedostało się jego prywatne nagranie wideo, na którym nagi Zepeda eksponuje swój narząd we zwodzie, a następnie onanizuje się.
10 kwietnia 2018 został zaatakowany w Mixcoac w Meksyku, co wywołało ostrą krytykę w wiadomościach.

## Filmografia

### Filmy kinowe
- 2003: Smakosz 2 (Jeepers Creepers II) jako członek drużyny koszykarskiej
- 2004: Desnudos jako Julio

### Seriale TV
- 2002: Boston Public jako Rob
- 2002: Buffy: Postrach wampirów (Buffy the Vampire Slayer) jako Carlos
- 2002: The Shield: Świat glin (The Shield) jako Orlando
- 2002: Rodzina, ach rodzina (American Family)
- 2003: Zawód glina (10-8: Officers on Duty) Denny Chestnut
- 2003: Uziemieni (Grounded for Life) jako chłopak
- 2004: Eve jako kelner
- 2004: Ostry dyżur (ER) jako technik EEG
- 2004: Detektyw Monk (Monk) jako Jose Alvarez

### Telenowele
- 1999: Marea Brava jako Marcos
- 2000: Ellas, inocentes o culpables
- 2000-2009: Tak jak w kinie (Como en el cine) jako Paco
- 2004: La Heredera
- 2004-2005: Los Sánchez jako Omar
- 2006: Amores Cruzados jako Diego
- 2007: Osaczona (Acorralada) jako Maximiliano Irazábal
- 2009: Zaklęta miłość (Sortilegio) jako Bruno Albeniz/Lombardo
- 2010: Kobieta ze stali (Soy tu Dueña) jako Alonso Peñalvert
- 2011: Miłość i przeznaczenie (La  fuerza del destino) jako Ivan
- 2012: Otchłań namiętności (Abismo de pasion) jako Damian Arango
- 2013: Mentir para Vivir jako Ricardo Sánchez Bretón
- Hasta el fin del Mundo
- 2016: Trzy razy Ana (Tres Veces Ana) jako Ramiro Fuentes
- 2017: La doble vida de Estella Carrillo jako Ryan Cabrera
- Por Amar Sin Ley
- La Doña (sezon 2)